# Frente Polisário
A Frente Polisário (em árabe: جبهة البوليساريو, translit. Jabhat al-Bōlīsāryū; em castelhano:  Frente Polisario) ou, simplesmente, Polisario, acrônimo de Frente Popular de Liberación de Saguía el Hamra y Río de Oro (em árabe: الجبهة الشعبية لتحرير الساقية الحمراء ووادي الذهب, translit. al-Jabhah ash-Shaʿbiyah Li-Taḥrīr as-Sāqiyah al-Ḥamrāʾ wa Wādī adh-Dhahab); antes conhecida como Frelisario, é um movimento político-revolucionário em favor da autonomia do território do Saara Ocidental e pela autodeterminação do povo saaraui, mediante a instituição da República Árabe Saaraui Democrática (RASD).  
Criado em 1973 para combater a ocupação espanhola no antigo Saara Espanhol, o movimento prosseguiu depois  de 1975 quando a Espanha deixou o território, mas cedeu uma parte dele ao Marrocos e outra parte à Mauritânia (ver Acordo de Madrid). A Mauritânia se retirou em 1979. Atualmente a Frente Polisário luta contra a ocupação marroquina. É apoiada pela Argélia, onde vivem cerca de 125 mil refugiados saaraui.
Embora a Frente Polisário já não seja uma simples guerrilha, mas um pequeno e bem treinado exército profissional, o poderio militar do Marrocos também tornou-se muito maior do que aquele existente aquando da ocupação do Saara Ocidental. Acordos militares firmados com algumas das principais potências militares do Ocidente (especialmente a Espanha, a França e os Estados Unidos) fazem com que o Marrocos disponha dos mais modernos equipamentos militares.
O Marrocos e a Frente Polisário estabeleceram um cessar-fogo em 1988. Um referendo para que a população saaraui decidisse sobre a independência da região foi marcado para 1992, mas nunca foi realizado pois o Marrocos exigia que toda a população residente no Saara Ocidental pudesse votar, enquanto a Frente Polisário só admitia o voto dos habitantes contados no censo de 1974, ficando excluídos do pleito os marroquinos que ingressaram na região após o Acordo de Madrid.
Em 2007, o governo marroquino apresentou à ONU um plano pelo qual o Saara Ocidental poderia autogovernar-se, mas as suas fronteiras, a segurança e a política externa permaneceriam com o Marrocos. A Frente Polisário não aceitou nenhum dos termos do plano, continuando desse modo o impasse na região.

## Galeria

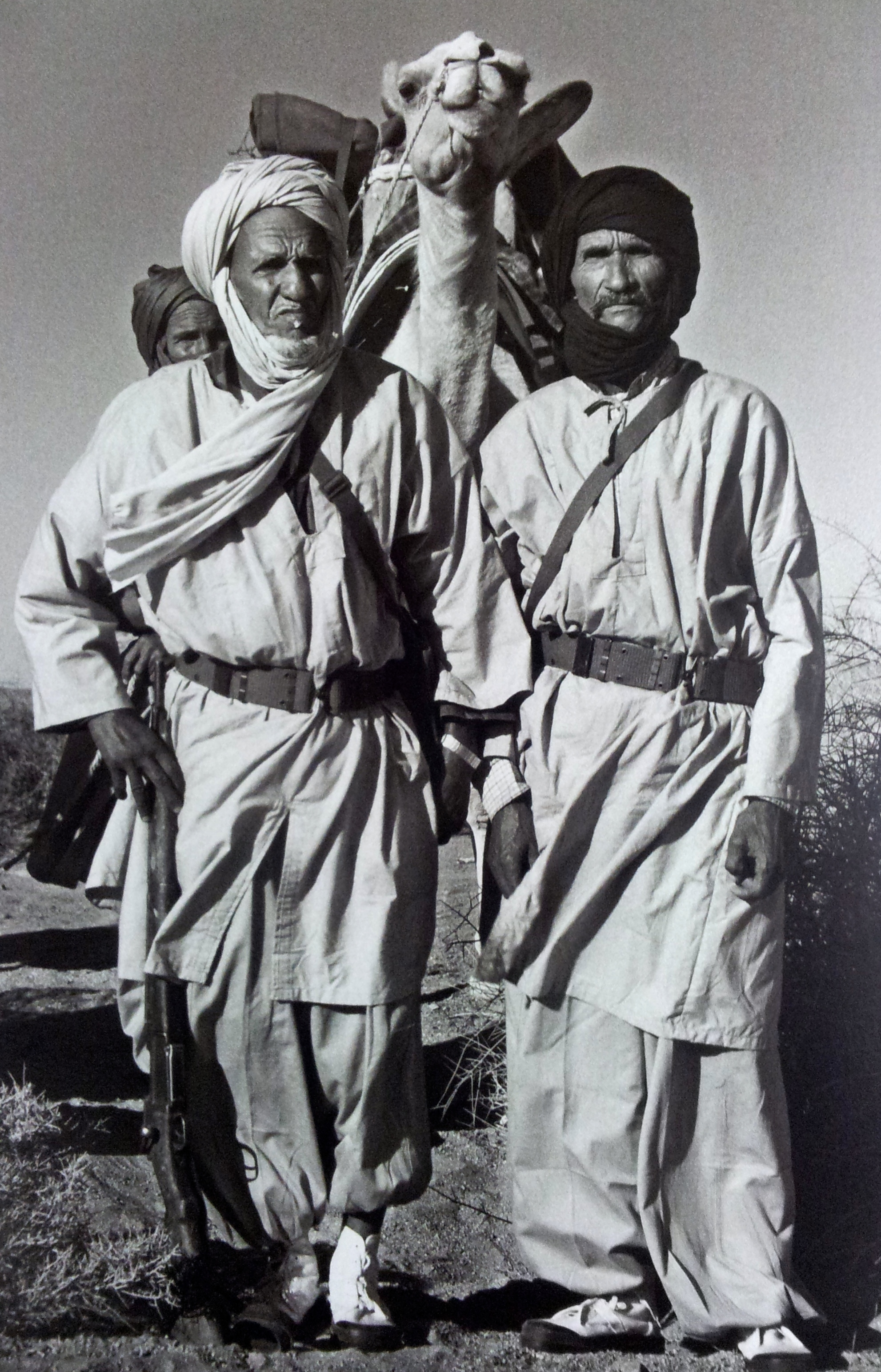
Combatentes  da Frente Polisário (1980)
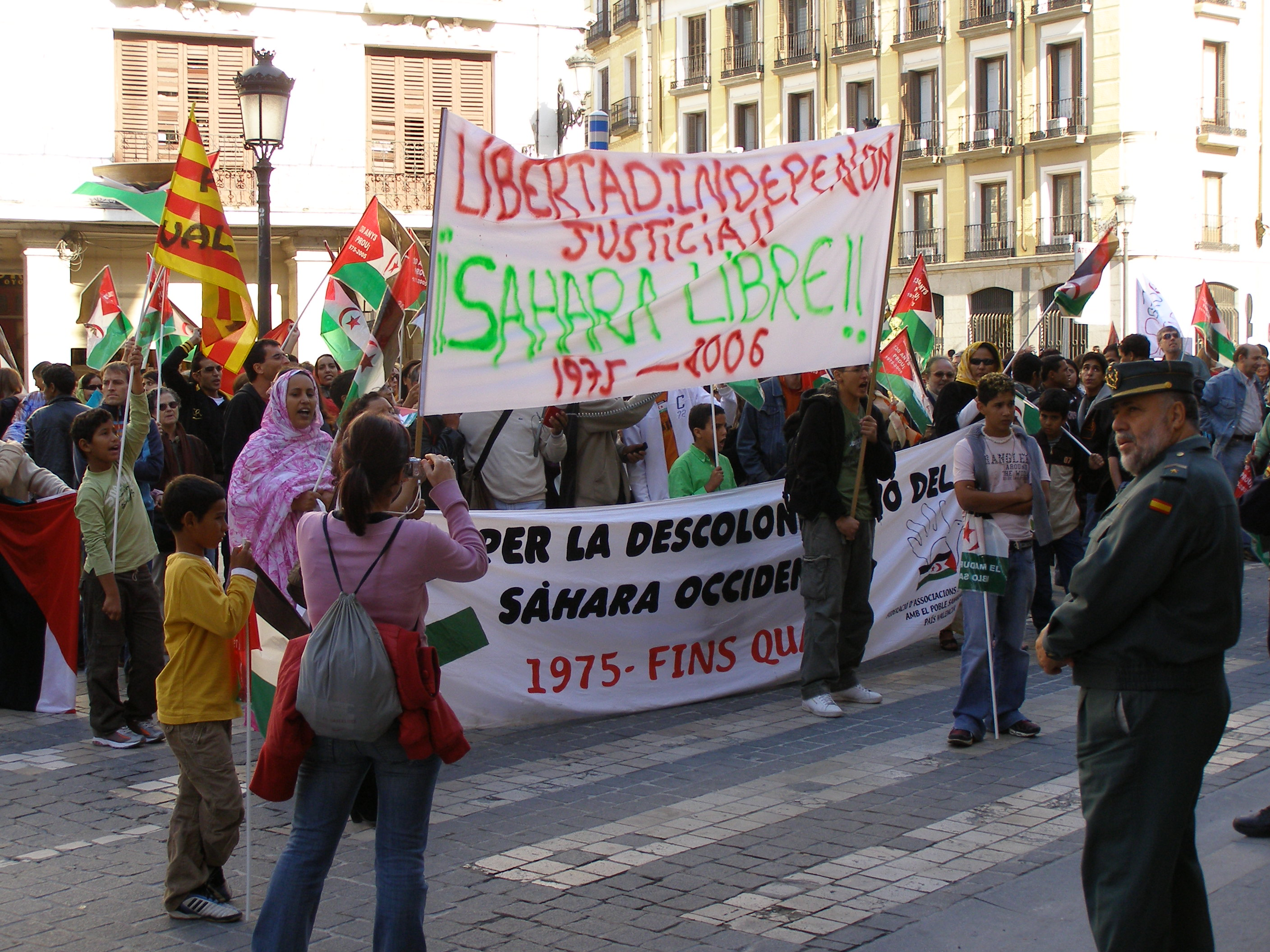
Manifestação da Frente Polisário em Madrid (2006)
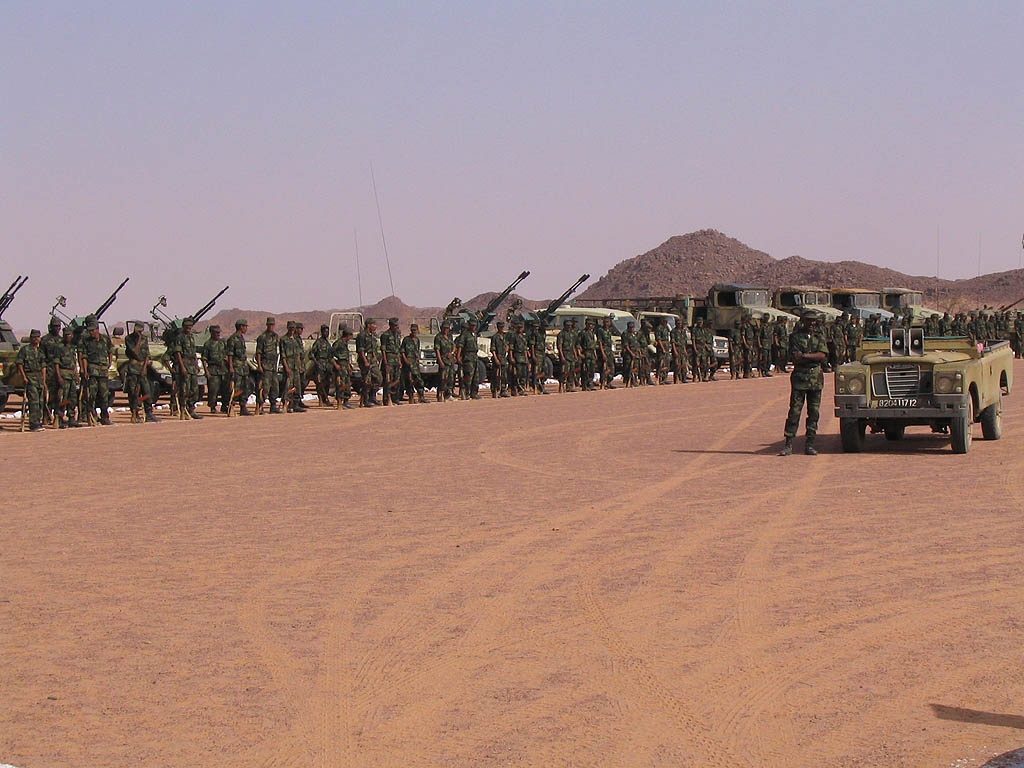
Tropas da Frente Polisário (2005)